# Giro di Svizzera 2019
Il Giro di Svizzera 2019, ottantatreesima edizione della corsa e valido come venticinquesima prova dell'UCI World Tour 2019 categoria 2.UWT, si svolse in nove tappe dal 15 al 23 giugno 2019 su un percorso di 1 129,8 km, con partenza da Langnau im Emmental e arrivo a Goms, in Svizzera. La vittoria fu appannaggio del colombiano Egan Bernal, che completò il percorso in 27h43'10", precedendo l'australiano Rohan Dennis e l'austriaco Patrick Konrad.
Sul traguardo di Goms 115 ciclisti, su 147 partiti da Langnau im Emmental, portarono a termine la competizione.

## Tappe
| Tappa  | Data      | Percorso                                                      | km      | Vincitore di tappa | Leader cl. generale |
| ------ | --------- | ------------------------------------------------------------- | ------- | ------------------ | ------------------- |
| 1ª     | 15 giugno | Langnau im Emmental > Langnau im Emmental (cron. individuale) | 9,5     | Rohan Dennis       | Rohan Dennis        |
| 2ª     | 16 giugno | Langnau im Emmental > Langnau im Emmental                     | 159,6   | Luis León Sánchez  | Kasper Asgreen      |
| 3ª     | 17 giugno | Flamatt > Morat                                               | 162,3   | Peter Sagan        | Peter Sagan         |
| 4ª     | 18 giugno | Murten > Arlesheim                                            | 163,9   | Elia Viviani       | Peter Sagan         |
| 5ª     | 19 giugno | Münchenstein > Einsiedeln                                     | 177     | Elia Viviani       | Peter Sagan         |
| 6ª     | 20 giugno | Einsiedeln > Flumserberg                                      | 120,2   | Antwan Tolhoek     | Egan Bernal         |
| 7ª     | 21 giugno | Unterterzen > San Gottardo                                    | 216,6   | Egan Bernal        | Egan Bernal         |
| 8ª     | 22 giugno | Goms > Goms (cron. individuale)                               | 19,2    | Yves Lampaert      | Egan Bernal         |
| 9ª     | 23 giugno | Goms > Goms                                                   | 101,5   | Hugh Carthy        | Egan Bernal         |
| Totale | Totale    | Totale                                                        | 1 129,8 |                    |                     |

## Squadre e corridori partecipanti
| N.      | Cod. | Squadra               |
| ------- | ---- | --------------------- |
| 1-7     | DQT  | Deceuninck-Quick-Step |
| 11-17   | BOH  | Bora-Hansgrohe        |
| 21-27   | TJV  | Team Jumbo-Visma      |
| 31-37   | AST  | Astana Pro Team       |
| 41-47   | INS  | Team Ineos            |
| 51-57   | UAD  | UAE Team Emirates     |
| 61-67   | MOV  | Movistar Team         |
| 71-77   | MTS  | Mitchelton-Scott      |
| 81-87   | SUN  | Team Sunweb           |
| 91-97   | GFC  | Groupama-FDJ          |
| 101-107 | TBM  | Bahrain-Merida        |

| N.      | Cod. | Squadra              |
| ------- | ---- | -------------------- |
| 111-117 | TFS  | Trek-Segafredo       |
| 121-127 | ALM  | AG2R La Mondiale     |
| 131-137 | EF1  | EF Education First   |
| 141-147 | LTS  | Lotto Soudal         |
| 151-157 | CPT  | CCC Team             |
| 161-167 | TKA  | Team Katusha Alpecin |
| 171-177 | TDD  | Team Dimension Data  |
| 181-187 | TDE  | Total Direct Énergie |
| 191-197 | RLY  | Rally UHC Cycling    |
| 201-207 | CHE  | Svizzera             |

## Dettagli delle tappe

### 1ª tappa
- 15 giugno: Langnau im Emmental > Langnau im Emmental – Cronometro individuale – 9,5 km

Risultati
| Pos. | Corridore        | Squadra      | Tempo  |
| ---- | ---------------- | ------------ | ------ |
| 1    | Rohan Dennis     | Bahrain-Mer. | 10'50" |
| 2    | Maciej Bodnar    | Bora         | s.t.   |
| 3    | Michael Matthews | Sunweb       | a 1"   |

| Pos. | Corridore        | Squadra      | Tempo  |
| ---- | ---------------- | ------------ | ------ |
| 1    | Rohan Dennis     | Bahrain-Mer. | 10'50" |
| 2    | Maciej Bodnar    | Bora         | s.t.   |
| 3    | Michael Matthews | Sunweb       | a 1"   |

### 2ª tappa
- 16 giugno: Langnau im Emmental > Langnau im Emmental – 159,6 km

Risultati
| Pos. | Corridore         | Squadra    | Tempo    |
| ---- | ----------------- | ---------- | -------- |
| 1    | Luis León Sánchez | Astana     | 4h01'21" |
| 2    | Peter Sagan       | Bora       | a 6"     |
| 3    | Matteo Trentin    | Mitchelton | s.t.     |

| Pos. | Corridore      | Squadra      | Tempo    |
| ---- | -------------- | ------------ | -------- |
| 1    | Kasper Asgreen | Deceuninck   | 4h12'16" |
| 2    | Peter Sagan    | Bora         | s.t.     |
| 3    | Rohan Dennis   | Bahrain-Mer. | a 1"     |

### 3ª tappa
- 17 giugno: Flamatt > Morat – 162,3 km

Risultati
| Pos. | Corridore      | Squadra    | Tempo    |
| ---- | -------------- | ---------- | -------- |
| 1    | Peter Sagan    | Bora       | 3h39'25" |
| 2    | Elia Viviani   | Deceuninck | s.t.     |
| 3    | John Degenkolb | Trek       | s.t.     |

| Pos. | Corridore      | Squadra      | Tempo    |
| ---- | -------------- | ------------ | -------- |
| 1    | Peter Sagan    | Bora         | 7h51'31" |
| 2    | Kasper Asgreen | Deceuninck   | a 10"    |
| 3    | Rohan Dennis   | Bahrain-Mer. | a 11"    |

### 4ª tappa
- 18 giugno: Murten > Arlesheim – 163,9 km

Risultati
| Pos. | Corridore        | Squadra    | Tempo    |
| ---- | ---------------- | ---------- | -------- |
| 1    | Elia Viviani     | Deceuninck | 3h46'02" |
| 2    | Michael Matthews | Sunweb     | s.t.     |
| 3    | Peter Sagan      | Bora       | s.t.     |

| Pos. | Corridore        | Squadra    | Tempo     |
| ---- | ---------------- | ---------- | --------- |
| 1    | Peter Sagan      | Bora       | 11h37'28" |
| 2    | Michael Matthews | Sunweb     | a 10"     |
| 3    | Kasper Asgreen   | Deceuninck | a 15"     |

### 5ª tappa
- 19 giugno: Münchenstein > Einsiedeln – 177 km

Risultati
| Pos. | Corridore      | Squadra    | Tempo    |
| ---- | -------------- | ---------- | -------- |
| 1    | Elia Viviani   | Deceuninck | 4h18'26" |
| 2    | Peter Sagan    | Bora       | s.t.     |
| 3    | Jasper Stuyven | Trek       | s.t.     |

| Pos. | Corridore        | Squadra    | Tempo     |
| ---- | ---------------- | ---------- | --------- |
| 1    | Peter Sagan      | Bora       | 15h55'48" |
| 2    | Michael Matthews | Sunweb     | a 14"     |
| 3    | Kasper Asgreen   | Deceuninck | a 21"     |

### 6ª tappa
- 20 giugno: Einsiedeln > Flumserberg – 120,2 km

Risultati
| Pos. | Corridore       | Squadra | Tempo    |
| ---- | --------------- | ------- | -------- |
| 1    | Antwan Tolhoek  | Jumbo   | 2h43'34" |
| 2    | Egan Bernal     | Ineos   | a 17"    |
| 3    | François Bidard | AG2R    | a 24"    |

| Pos. | Corridore      | Squadra      | Tempo     |
| ---- | -------------- | ------------ | --------- |
| 1    | Egan Bernal    | Ineos        | 18h40'18" |
| 2    | Rohan Dennis   | Bahrain-Mer. | a 12"     |
| 3    | Patrick Konrad | Bora         | a 29"     |

### 7ª tappa
- 21 giugno: Unterterzen > San Gottardo – 216,6 km

Risultati
| Pos. | Corridore          | Squadra      | Tempo    |
| ---- | ------------------ | ------------ | -------- |
| 1    | Egan Bernal        | Ineos        | 5h37'40" |
| 2    | Domenico Pozzovivo | Bahrain-Mer. | a 23"    |
| 3    | Rohan Dennis       | Bahrain-Mer. | s.t.     |

| Pos. | Corridore      | Squadra      | Tempo     |
| ---- | -------------- | ------------ | --------- |
| 1    | Egan Bernal    | Ineos        | 24h17'48" |
| 2    | Rohan Dennis   | Bahrain-Mer. | a 41"     |
| 3    | Patrick Konrad | Bora         | a 1'13"   |

### 8ª tappa
- 22 giugno: Goms > Goms – Cronometro individuale – 19,2 km

Risultati
| Pos. | Corridore         | Squadra    | Tempo  |
| ---- | ----------------- | ---------- | ------ |
| 1    | Yves Lampaert     | Deceuninck | 21'58" |
| 2    | Kasper Asgreen    | Deceuninck | a 5"   |
| 3    | S. Kragh Andersen | Sunweb     | a 10"  |

| Pos. | Corridore      | Squadra      | Tempo     |
| ---- | -------------- | ------------ | --------- |
| 1    | Egan Bernal    | Ineos        | 24h40'24" |
| 2    | Rohan Dennis   | Bahrain-Mer. | a 22"     |
| 3    | Patrick Konrad | Bora         | a 1'46"   |

### 9ª tappa
- 23 giugno: Goms > Goms – 101,5 km[1]

Risultati
| Pos. | Corridore    | Squadra      | Tempo    |
| ---- | ------------ | ------------ | -------- |
| 1    | Hugh Carthy  | Educ. First  | 3h01'49" |
| 2    | Rohan Dennis | Bahrain-Mer. | a 1'02"  |
| 3    | Egan Bernal  | Ineos        | s.t.     |

| Pos. | Corridore      | Squadra      | Tempo     |
| ---- | -------------- | ------------ | --------- |
| 1    | Egan Bernal    | Ineos        | 27h43'10" |
| 2    | Rohan Dennis   | Bahrain-Mer. | a 19"     |
| 3    | Patrick Konrad | Bora         | a 3'04"   |

## Evoluzione delle classifiche
| Tappa              | Vincitore          | Classifica generale Maglia gialla | Classifica a punti Maglia nera | Classifica scalatori Maglia marrone | Classifica giovani Maglia azzurra | Classifica a squadre |
| ------------------ | ------------------ | --------------------------------- | ------------------------------ | ----------------------------------- | --------------------------------- | -------------------- |
| 1ª                 | Rohan Dennis       | Rohan Dennis                      | Rohan Dennis                   | non assegnata                       | Søren Kragh Andersen              | Bora-Hansgrohe       |
| 2ª                 | Luis León Sánchez  | Kasper Asgreen                    | Rohan Dennis                   | Claudio Imhof                       | Kasper Asgreen                    | Team Sunweb          |
| 3ª                 | Peter Sagan        | Peter Sagan                       | Peter Sagan                    | Claudio Imhof                       | Kasper Asgreen                    | Team Sunweb          |
| 4ª                 | Elia Viviani       | Peter Sagan                       | Peter Sagan                    | Claudio Imhof                       | Kasper Asgreen                    | Team Sunweb          |
| 5ª                 | Elia Viviani       | Peter Sagan                       | Peter Sagan                    | Claudio Imhof                       | Kasper Asgreen                    | Team Sunweb          |
| 6ª                 | Antwan Tolhoek     | Egan Bernal                       | Peter Sagan                    | Claudio Imhof                       | Egan Bernal                       | UAE Team Emirates    |
| 7ª                 | Egan Bernal        | Egan Bernal                       | Peter Sagan                    | Egan Bernal                         | Egan Bernal                       | Movistar Team        |
| 8ª                 | Yves Lampaert      | Egan Bernal                       | Peter Sagan                    | Egan Bernal                         | Egan Bernal                       | Movistar Team        |
| 9ª                 | Hugh Carthy        | Egan Bernal                       | Peter Sagan                    | Hugh Carthy                         | Egan Bernal                       | Movistar Team        |
| Classifiche finali | Classifiche finali | Egan Bernal                       | Peter Sagan                    | Hugh Carthy                         | Egan Bernal                       | Movistar Team        |

## Classifiche finali

### Classifica generale - Maglia gialla
| Pos. | Corridore          | Squadra      | Tempo     |
| ---- | ------------------ | ------------ | --------- |
| 1    | Egan Bernal        | Ineos        | 27h43'10" |
| 2    | Rohan Dennis       | Bahrain-Mer. | a 19"     |
| 3    | Patrick Konrad     | Bora         | a 3'04"   |
| 4    | Tiesj Benoot       | Lotto        | a 3'12"   |
| 5    | Jan Hirt           | Astana       | a 3'13"   |
| 6    | Simon Špilak       | Katusha      | a 3'48"   |
| 7    | Domenico Pozzovivo | Bahrain-Mer. | a 4'14"   |
| 8    | Carlos Betancur    | Movistar     | a 4'35"   |
| 9    | Enric Mas          | Deceuninck   | a 4'53"   |
| 10   | Nicolas Roche      | Sunweb       | a 5'27"   |

### Classifica a punti - Maglia nera
| Pos. | Corridore      | Squadra      | Punti |
| ---- | -------------- | ------------ | ----- |
| 1    | Peter Sagan    | Bora         | 37    |
| 2    | Elia Viviani   | Deceuninck   | 32    |
| 3    | Rohan Dennis   | Bahrain-Mer. | 28    |
| 4    | Egan Bernal    | Ineos        | 27    |
| 5    | Matteo Trentin | Mitchelton   | 22    |

### Classifica scalatori - Maglia marrone
| Pos. | Corridore     | Squadra      | Punti |
| ---- | ------------- | ------------ | ----- |
| 1    | Hugh Carthy   | Educ. First  | 60    |
| 2    | Egan Bernal   | Ineos        | 40    |
| 3    | Rohan Dennis  | Bahrain-Mer. | 33    |
| 4    | Lennard Kämna | Sunweb       | 28    |
| 5    | Claudio Imhof | Svizzera     | 25    |

### Classifica giovani - Maglia azzurra
| Pos. | Corridore        | Squadra    | Tempo     |
| ---- | ---------------- | ---------- | --------- |
| 1    | Egan Bernal      | Ineos      | 27h43'10" |
| 2    | Tiesj Benoot     | Lotto      | a 3'12"   |
| 3    | Enric Mas        | Deceuninck | a 4'53"   |
| 4    | A. Paret-Peintre | AG2R       | a 9'39"   |
| 5    | Lennard Kämna    | Sunweb     | a 9'42"   |

### Classifica a squadre
| Pos. | Squadra          | Tempo     |
| ---- | ---------------- | --------- |
| 1    | Movistar Team    | 83h32'29" |
| 2    | Team Ineos       | a 1'47"   |
| 3    | Team Sunweb      | a 6'02"   |
| 4    | AG2R La Mondiale | a 11'17"  |
| 5    | Astana Pro Team  | a 15'55"  |